# 유로비전 송 콘테스트 2016
유로비전 송 콘테스트 2016은 유로비전 송 콘테스트의 제61회 대회로, 2015년 대회에서 몬스 셀멜뢰브가 "Heroes"로 스웨덴에 6번째 우승을 안김에 따라 스웨덴에서 개최되게 된다. 2015년 오스트리아 빈에서 개최된 참가국 대표단 회의에서 두 차례의 준결승전은 각각 5월 10일과 12일, 결승전은 2016년 5월 14일로 결정되었다.

## 참가국
전년도에 참가했던 포르투갈과 루마니아는 불참, 전년도 대회에는 참가하지 않았던 보스니아헤르체고비나, 불가리아, 우크라이나, 크로아티아가 참가해, 총 42개국이 본 대회에 참가하였다.

### 다시 참가하는 아티스트
2011년 대회에 불가리아 대표로 참가하였던 폴리 제노바, 1996년과 2012년 대회에 마케도니아 대표로 참가하였던 칼리오피가 다시 참가하였고, 2012년 대회에 각각 아이슬란드, 리투아니아 대표로 참가하였던 그레타 살롬과 도니 몬텔, 그리고 2002년 대회에서 몰타를 대표하여 2위를 차지한 이라 로스코가 올해 유로비전에 다시 참가하게 되었다.

## 결과

### 준 결승전 1
준 결승전 1에 참가한 18개국과 Big 5에 해당된 스페인, 프랑스, 그리고 전년도 우승자 스웨덴이 준 결승전 1에서 투표가 가능했다. 청색으로 표시된 국가는 결승전에 진출한 국가이다.
| 순서 | 국가                  | 언어           | 아티스트                            | 노래                   | 영어 해석     | 순위 | 점수 |
| ---- | --------------------- | -------------- | ----------------------------------- | ---------------------- | ------------- | ---- | ---- |
| 01   | 핀란드                | 영어           | 산디야                              | "Sing It Away"         | —             | 15   | 51   |
| 02   | 그리스                | 영어, 그리스어 | 아르고                              | "Utopian Land"         | —             | 16   | 44   |
| 03   | 몰도바                | 영어           | 리디아 이삭                         | "Falling Stars"        | —             | 17   | 33   |
| 04   | 헝가리                | 영어           | 프레디                              | "Pioneer"              | —             | 4    | 197  |
| 05   | 크로아티아            | 영어           | 니나 크랄리츠                       | "Lighthouse"           | —             | 10   | 133  |
| 06   | 네덜란드              | 영어           | 다우웨 밥                           | "Slow Down"            | —             | 5    | 197  |
| 07   | 아르메니아            | 영어           | 이베타 무쿠찬                       | "LoveWave"             | —             | 2    | 243  |
| 08   | 산마리노              | 영어           | 세르핫                              | "I Didn't Know"        | —             | 12   | 68   |
| 09   | 러시아                | 영어           | 세르게이 라자레프                   | "You Are the Only One" | —             | 1    | 342  |
| 10   | 체코                  | 영어           | 가브리엘라 군치코바                 | "I Stand"              | —             | 9    | 161  |
| 11   | 키프로스              | 영어           | Minus One                           | "Alter Ego"            | —             | 8    | 164  |
| 12   | 오스트리아            | 프랑스어       | 초에                                | "Loin d'ici"           | Far from here | 7    | 170  |
| 13   | 에스토니아            | 영어           | 유리 포츠만                         | "Play"                 | —             | 18   | 24   |
| 14   | 아제르바이잔          | 영어           | 삼라 라힘리                         | "Miracle"              | —             | 6    | 185  |
| 15   | 몬테네그로            | 영어           | Highway                             | "The Real Thing"       | —             | 13   | 60   |
| 16   | 아이슬란드            | 영어           | 그레타 살롬                         | "Hear Them Calling"    | —             | 14   | 51   |
| 17   | 보스니아 헤르체고비나 | 보스니아어     | 달랄 & 딘 feat. 아나 루츠네르, 얄라 | "Ljubav je"            | Love Is       | 11   | 104  |
| 18   | 몰타                  | 영어           | 이라 로스코                         | "Walk on Water"        | —             | 3    | 209  |

### 준 결승전 2
준 결승전 2에 참가한 18개국과 Big 5에 해당된 독일, 이탈리아, 영국이 준 결승전 2에서 투표가 가능했다. 청색으로 표시된 국가는 결승전에 진출한 국가이다.
| 순서 | 국가           | 언어                | 아티스트                               | 노래                               | 영어 해석 | 순위 | 점수 |
| ---- | -------------- | ------------------- | -------------------------------------- | ---------------------------------- | --------- | ---- | ---- |
| 01   | 라트비아       | 영어                | 유스츠                                 | "Heartbeat"                        | —         | 8    | 132  |
| 02   | 폴란드         | 영어                | 미하우 슈팍                            | "Color of Your Life"               | —         | 6    | 151  |
| 03   | 스위스         | 영어                | 리카                                   | "The Last of Our Kind"             | —         | 18   | 28   |
| 04   | 이스라엘       | 영어                | 호비 스타                              | "Made of Stars"                    | —         | 7    | 147  |
| 05   | 벨라루스       | 영어                | 이반                                   | "Help You Fly"                     | —         | 12   | 84   |
| 06   | 세르비아       | 영어                | 사냐 부치츠 ZAA                        | "Goodbye (Shelter)"                | —         | 10   | 105  |
| 07   | 아일랜드       | 영어                | 니키 번                                | "Sunlight"                         | —         | 15   | 46   |
| 08   | 북마케도니아   | 마케도니아어        | 칼리오피                               | "Dona" (Дона)                      | —         | 11   | 88   |
| 09   | 리투아니아     | 영어                | 도니 몬텔                              | "I've Been Waiting for This Night" | —         | 4    | 222  |
| 10   | 오스트레일리아 | 영어                | 임다미                                 | "Sound of Silence"                 | —         | 1    | 330  |
| 11   | 슬로베니아     | 영어                | 마누엘라                               | "Blue and Red"                     | —         | 14   | 57   |
| 12   | 불가리아       | 영어, 불가리아어    | 폴리 제노바                            | "If Love Was a Crime"              | —         | 5    | 220  |
| 13   | 덴마크         | 영어                | 라이트하우스 X                         | "Soldiers of Love"                 | —         | 17   | 34   |
| 14   | 우크라이나     | 영어, 크림 타타르어 | 자말라                                 | "1944"                             | —         | 2    | 287  |
| 15   | 노르웨이       | 영어                | 아녜트                                 | "Icebreaker"                       | —         | 13   | 63   |
| 16   | 조지아         | 영어                | 니카 코차로프 & Young Georgian Lolitaz | "Midnight Gold"                    | —         | 9    | 123  |
| 17   | 알바니아       | 영어                | 에네다 타리파                          | "Fairytale"                        | —         | 16   | 45   |
| 18   | 벨기에         | 영어                | 라우라 테소로                          | "What's the Pressure"              | —         | 3    | 274  |

### 결승전
| 순서 | 국가           | 언어                | 아티스트                               | 노래                               | 영어 해석       | 순위 | 점수 |
| ---- | -------------- | ------------------- | -------------------------------------- | ---------------------------------- | --------------- | ---- | ---- |
| 01   | 벨기에         | 영어                | 라우라 테소로                          | "What's the Pressure"              | —               | 10   | 181  |
| 02   | 체코           | 영어                | 가브리엘라 군치코바                    | "I Stand"                          | —               | 25   | 41   |
| 03   | 네덜란드       | 영어                | 다우웨 밥                              | "Slow Down"                        | —               | 11   | 153  |
| 04   | 아제르바이잔   | 영어                | 삼라 라힘리                            | "Miracle"                          | —               | 17   | 117  |
| 05   | 헝가리         | 영어                | 프레디                                 | "Pioneer"                          | —               | 19   | 108  |
| 06   | 이탈리아       | 이탈리아어, 영어    | 프란체스카 미키엘린                    | "No Degree of Separation"          | —               | 16   | 124  |
| 07   | 이스라엘       | 영어                | 호비 스타                              | "Made of Stars                     | —               | 14   | 135  |
| 08   | 불가리아       | 영어, 불가리아어    | 폴리 제노바                            | "If Love Was a Crime"              | —               | 4    | 307  |
| 09   | 스웨덴         | 영어                | 프란스                                 | "If I Were Sorry"                  | —               | 5    | 261  |
| 10   | 독일           | 영어                | 제이미리 크리비츠                      | "Ghost"                            | —               | 26   | 11   |
| 11   | 프랑스         | 프랑스어, 영어      | 아미르 하다드                          | "J'ai cherché"                     | I have searched | 6    | 257  |
| 12   | 폴란드         | 영어                | 미하우 슈팍                            | "Color of Your Life"               | —               | 8    | 229  |
| 13   | 오스트레일리아 | 영어                | 임다미                                 | "Sound of Silence"                 | —               | 2    | 511  |
| 14   | 키프로스       | 영어                | Minus One                              | "Alter Ego"                        | —               | 21   | 96   |
| 15   | 세르비아       | 영어                | 사냐 부치츠 ZAA                        | "Goodbye (Shelter)"                | —               | 18   | 115  |
| 16   | 리투아니아     | 영어                | 도니 몬텔                              | "I've Been Waiting for This Night" | —               | 9    | 200  |
| 17   | 크로아티아     | 영어                | 니나 크랄리치                          | "Lighthouse"                       | —               | 23   | 73   |
| 18   | 러시아         | 영어                | 세르게이 라자레프                      | "You Are the Only One"             | —               | 3    | 491  |
| 19   | 스페인         | 영어                | 바레이                                 | "Say Yay!"                         | —               | 22   | 77   |
| 20   | 라트비아       | 영어                | 유스츠                                 | "Heartbeat"                        | —               | 15   | 132  |
| 21   | 우크라이나     | 영어, 크림 타타르어 | 자말라                                 | "1944"                             | —               | 1    | 534  |
| 22   | 몰타           | 영어                | 이라 로스코                            | "Walk on Water"                    | —               | 12   | 153  |
| 23   | 조지아         | 영어                | 니카 코차로프 & Young Georgian Lolitaz | "Midnight Gold"                    | —               | 20   | 104  |
| 24   | 오스트리아     | 프랑스어            | 초에                                   | "Loin d'ici"                       | Far from here   | 13   | 151  |
| 25   | 영국           | 영어                | 조 & 제이크                            | "You're Not Alone"                 | —               | 24   | 62   |
| 26   | 아르메니아     | 영어                | 이베타 무쿠찬                          | "LoveWave"                         | —               | 7    | 249  |

## 기타 국가 목록
- 중국[2]
- 페로 제도[3]